# Pink Martini
Pink Martini è una "piccola orchestra" di Portland fondata nel 1994 dal pianista Thomas M. Lauderdale. Mescola molti diversi generi musicali come musica latina, il genere lounge, la classica e il jazz. La loro musica spesso è stata indicata come vintage anche per via dei contenuti e dello stile e del periodo che maggiormente ispira le loro canzoni. I testi sono cantati in inglese, spagnolo, francese, italiano, portoghese, giapponese, nonché in napoletano, arabo, greco, romeno e turco.
Il leader del gruppo, Thomas Lauderdale parla del loro stile come musica del mondo senza essere world music: suoni urbani, a volte incrociati con sonorità cubane e brasiliane in una miscela di stili.

## Storia del gruppo
Nel 1994 Thomas Lauderdale, a Portland nell'Oregon, lavorava in politica e pensava di mettersi in lizza per diventare sindaco della città. Andando ad alcuni raduni organizzati per una raccolta fondi, constatò come la musica suonata durante questi eventi fosse scadente e poco brillante. Pensò così di fondare una “piccola orchestra” che spaziasse in vari generi musicali, dal pop al jazz, al latino. Al gruppo diede il nome Pink Martini che inizialmente suonò proprio a questi raduni con lo scopo di interessare maggiormente la gente agli intenti delle raccolte fondi.
Un anno dopo Lauderdale pensò di chiamare China Forbes, una sua compagna di classe ad Harvard, per farla entrare nel gruppo come cantante. Cominciarono a scrivere canzoni insieme e una di queste, Sympathique, ottenne uno straordinario successo in Francia. La canzone fu seguita dall'omonimo album, uscito nel 1997 per l'etichetta creata dallo stesso Lauderdale, a cui diede il nome del proprio cane: Heinz Records.
Dei Pink Martini, Lauderdale specifica che tutti i componenti del gruppo conoscono varie lingue e diversi stili musicali provenienti da tutto il mondo, per questo il loro repertorio è particolarmente vario, spostando l'ascoltatore da Rio de Janeiro ad una sala musicale francese per finire in un palazzo di Napoli.
La cantante China, anche se parla solo l'inglese, ha la capacità di cantare in 15 lingue diverse. Con un numero di musicisti piuttosto consistente, il gruppo ha debuttato in Europa al festival di Cannes, nel 1997, e ha suonato poi in tutto il mondo collaborando con famose orchestre.
Dopo l'album d'esordio, i Pink Martini hanno realizzato altri quattro album che hanno guadagnato dischi d'oro in Francia, Canada, Grecia e Turchia, vendendo in totale più di 2,5 milioni di copie nel mondo. Nel 2009 hanno realizzato anche un DVD che riporta un loro concerto live.
Nel 2011 hanno fatto uscire, a breve distanza, due nuovi album: A Retrospective, che è una raccolta delle loro migliori canzoni più otto pezzi inediti e 1969 con la collaborazione del cantante giapponese Saori Yuki. Quest'ultimo album è stato disco di platino in Giappone.
Alcune canzoni dei Pink Martini appaiono in diversi film come Mr. & Mrs. Smith o in show televisivi.
La canzone No hay problema è presente come musica di sottofondo durante la installazione di Windows Server 2003, ed è presente anche nelle prime versioni di Windows Longhorn, noto oggi come Windows Vista. La canzone Una notte a Napoli fa parte della colonna sonora Chega de Saudade, film commedia brasiliano del 2007 diretto da Laís Bodanzky, ed è sigla iniziale della serie TV Mina Settembre.
Nel 2014 il gruppo pubblica l'album Dream a Little Dream insieme ai Von Trapps, eredi della celebre cantante Maria Augusta Kutschera.

## Formazione attuale
- China Forbes (voce)
- Thomas Lauderdale (pianoforte)
- Robert Taylor (trombone)
- Gavin Bondy (tromba)
- Brian Lavern Davis (percussioni)
- Derek Rieth (percussioni) (1971 - 2014)[2][3]
- Martín Zarzar (batteria)
- Phil Baker (contrabbasso)
- Timothy Nishimoto (voce), (percussioni)
- Nicholas Crosa (violino)
- Pansy Chang (violoncello)
- Dan Faehnle (chitarra)
- Maureen Love (arpa)

## Discografia

### Album in studio
- 1997 – Sympathique - Wrasse Records
- 2004 – Hang on Little Tomato - Wrasse Records
- 2007 – Hey Eugene! - Wrasse Records
- 2009 – Splendor in the Grass- Heinz Records
- 2010 – Joy To The World - Heinz Records
- 2011 – A Retrospective - Heinz Records
- 2011 – 1969 - Heinz Records
- 2013 - Get Happy - Heinz Records
- 2014 - Dream a Little Dream con The von Trapps - Heinz Records
- 2016 -  Je dis oui! - Audiogram

### DVD
- 2009 – Discover the World: Live in Concert (DVD) - Heinz Records

## Apparizioni del gruppo nei film
- 2000 - Betty Love un film di Neil LaBute .
- 2001 - Josie and the Pussycats adattamento cinematografico della serie a cartoni animati di Hanna-Barbera.
- 2001 - Tortilla Soup commedia di Martin Naranjo .
- 2003 - In the Cut un film di Jane Campion .
- 2005 - Mr. & Mrs. Smith
- 2007 - Shanghai Kiss
- 2010 - Mine Vaganti

## In televisione
- Dead Like Me (La vita dopo la morte) serie del genere commedia dark.
- I Soprano serie televisiva statunitense prodotta dall'emittente HBO, trasmessa in USA nell'arco di sei stagioni, dal 1999 al 2007
- West Wing (Tutti gli uomini del Presidente) serie televisiva drammatica americana creata da Aaron Sorkin
- Mina Settembre serie televisiva italiana trasmessa su Rai 1 a partire dal 2021.[1]